# Münchener Post
De Münchener Post was een sociaaldemocratisch dagblad dat van 1888 tot 1933 verscheen in München. Het keerde zich tegen de nazi's en bestreed de normalisering van Hitler na diens machtsgreep, tot hij de krant liet opheffen. Rosenbaum noemde het verhaal van de krant "een van de grote onvermelde drama's in de geschiedenis van de journalistiek". Ondanks de onthullingen slaagde de Münchener Post er niet in om de publieke opinie te doen keren.

## Geschiedenis
De eerste hoofdredacteur Louis Viereck werd in 1890 afgelost door de Rijksdag (Duitsland) afgevaardigden Georg von Vollmar en Georg Birk, waarna de krant eigendom werd van de SPD. Journalist Martin Gruber klaagde in 1907 de brutale koloniale politiek van Carl Peters aan. Vanaf 1910 schreef Kurt Eisner feuilletons voor het blad.
Tijdens de Weimarrepubliek volgde de Münchener Post Hitler en zijn partij van nabij. Ze legde de misdaden, schandalen en interne intriges bloot. Hitler, die het blad een 'gifkeuken' noemde, zat met de berichtgeving in zijn maag en spande meerdere lasterprocessen aan tegen de krant. Tijdens de Hitlerputsch van 1923 waren de redactielokalen het doelwit van een overval, waarvoor Hitler zelfs zijn elitemilitie afvaardigde. Deze Stosstrupp Hitler kon daardoor niet elders worden ingezet, wat mogelijk bijdroeg tot het mislukken van de coup. Nadien legde Gustav von Kahr, de Generalstaatskommissar van de Beierse regering, het blad een kortstondig publicatieverbod op. De aanvallers kregen lichte straffen of vrijspraak. De krant nam haar toevlucht tot een burgerrechterlijke eis tegen individuen en moest uiteindelijke genoegen nemen met een grotendeels symbolisch bedrag.
De Münchener Post hield de ideologie van de NSDAP kritisch tegen het licht, zonder de bandietenbende ooit als een legitieme partij te beschouwen. Ze bedreef onderzoeksjournalistiek tegen de nazi's (bv. over het doodseskader Cell G) en opende een frontale aanval in verband met de dubbelmoraal tegenover homoseksuelen (juni 1931). De strijd tussen de journalisten en Hitler werd persoonlijk, zoals in het breed uitmeten van de zelfmoord van Hitlers halfnicht Geli Raubal. Op 9 december 1931, ruim tien jaar vóór de Wannseeconferentie, berichtte de Post over de Endlösung. De onthulling van dit "geheime plan" omvatte de latere rassenwetten en het idee om Joden als slaven te gebruiken.
Na de machtsgreep van Hitler liet hij vrijwel onmiddellijk de redactie opnieuw aanvallen. Journalisten werden aangehouden en de krant werd nu voorgoed verboden. Haar archieven werden verbrand en het adres werd uit het stadsplan geschrapt (om nooit meer te worden hersteld). Redacteur Erhard Auer bracht maanden door in de gevangenis en in een concentratiekamp. Hij kreeg een beroepsverbod en stierf verzwakt in 1945. Een andere journalist, Edmund Goldschagg, dook onder en stond na de oorlog aan de basis van de opnieuw gestichte Süddeutsche Zeitung, die evenwel niet de sociaaldemocratische traditie overnam.

## Oplage
De oplage was ongeveer 8000 exemplaren in 1890, 30.000 in 1914, 60.000 begin jaren 20 om tijdens de crisisjaren terug te lopen tot 15.000. De abonnee's waren voornamelijk SPD-partijleden uit München.

## Voetnoten
1. ↑  Paul Hoser, Münchener Post.
2. ↑  Ron Rosenbaum, Explaining Hitler. The Search for the Origins of His Evil, 1998, p. 37
3. ↑  Joachim Käppner, Die Welt hörte sie nicht, in: Süddeutsche Zeitung, 7 maart 2015